# (35280) 1996 SQ1
1996 SQ1 (asteroide 35280) é um asteroide da cintura principal. Possui uma excentricidade de 0.13416750 e uma inclinação de 3.58319º.
Este asteroide foi descoberto no dia 17 de setembro de 1996 por Spacewatch em Kitt Peak.